# Gerrit Bleker
Gerrit Claesz. Bleker (* ca. 1593 in Haarlem; † 1656 ebenda, auch Gerrit Bleecker oder Gerrit Blecker) war ein niederländischer Maler.

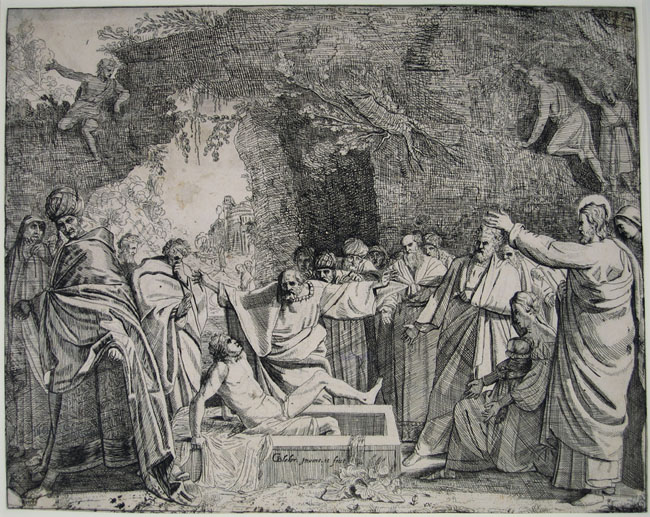
Werk De opstanding van Lazarus

## Leben
Gerrit Bleker war ein in Haarlem tätiger Maler. Seine Bilder beschäftigen sich mit biblischen Themen oder sind Tiermalerei in Landschaften. Acht Werke werden für die Jahre zwischen 1638 und 1643 datiert. Seine Werke hätten „nur mittelmäßiges Verdienst und stehen, namentlich die Historien, unter Rembrandt’s Einflusse“.
Gemälde von ihm sind: „Simeon im Tempel das Christkind haltend“ (1637), „Paulus und Barnabas zu Lystra“  und „Verkündigung der Hirten“ (1646).
Er wurde in Haarlem am 8. Februar 1656 begraben.